# Ernst Lachs
Ernst Lachs (* 2. Jänner 1904 in Mürzzuschlag, Österreich-Ungarn; † 1980 in Wien) war ein österreichischer Kontrollamtsdirektor in Wien.

## Leben
Ernst Lachs studierte – höchstwahrscheinlich in Graz, da er dort Vorsitzender der Sozialistischen Studenten war – Rechts- und Staatswissenschaften und promovierte am 20. November 1926. Nachdem er das Gerichtsjahr absolviert hatte, war er zunächst in einer Rechtsanwaltskanzlei tätig und trat am 20. April 1929 als rechtskundiger Beamter in den Dienst der Stadt Wien.
Zunächst war er am Magistratischen Bezirksamt für den 1. Bezirk, daraufhin in der Magistratsdirektion und nach dem österreichischen Bürgerkrieg 1934 von der neuen Stadtverwaltung in das Magistratische Bezirksamt für den 21. Bezirk strafversetzt. Dass er sich weiterhin gewerkschaftlich betätigte, brachte ihm mehrere Maßregelungen ein. 1938, nach dem Anschluss Österreichs an das Dritte Reich, wurde der mittlerweile mit Minna Lachs, die er in einer sozialistischen Studentengruppe kennengelernt hatte, verheiratete Beamte von seiner Dienststelle entfernt.
Im Juli 1938 kam der gemeinsame Sohn Thomas zur Welt, zwei Monate später flüchtete die Familie in die Schweiz, wo sie sich längere Zeit in Zürich aufhielten. Hier arbeitete Ernst Lachs zunächst in einer Metallfabrik, später bei Pro Juventute und anschließend in der Bibliothek der örtlichen israelitischen Kultusgemeinde, von der die Familie auch finanziell unterstützt wurde. 1941 fuhren sie mit dem Emigrantenschiff Navemar, das wegen der dort herrschenden unmenschlichen Bedingungen für Schlagzeilen sorgte, von Lissabon aus nach New York.
Hier arbeitete er erst als Buchhalter und Korrespondent einer Exportfirma und anschließend in der wissenschaftlichen Abteilung eines Kaufhauses in New York. 1943 erwarb Ernst Lachs in Abendkursen an der New Yorker „New School for Social Research“ den akademischen Grad des Master of Social Science (M.S.S.) auf dem Fachgebiet Volkswirtschaftslehre und Statistik. Zwischen 1943 und 1946 befasste er sich in Washington, D.C. im OSS als Wirtschaftsanalytiker mit Fragen europäischer und vor allem österreichischer Wirtschaftsprobleme, die im Zusammenhang mit dem Zweiten Weltkrieg standen. Nach der Auflösung des OSS wurde er in die Dienste des Außenministeriums der Vereinigten Staaten von Amerika übernommen.
Nach der Befreiung Österreichs meldete sich Ernst Lachs wieder zum Dienst bei der Gemeinde Wien, konnte aber erst 1947 – nach der Einrichtung einer diplomatischen Vertretung Österreichs in den USA, einem Antrag auf Wiedereinreise beim österreichischen Innenministerium am 14. August 1946 und der Aufnahme des zivilen Reiseverkehrs – mit seiner Familie nach Wien zurückkehren.
Durch einen Gemeinderatsbeschluss vom 17. Juni 1955 wurde der unterdessen zum Obersenatsrat beförderte Ernst Lachs als Nachfolger von Obersenatsrat Franz Leppa zum Kontrollamtsdirektor bestellt. 1960 und 1965 wurde er in dieser Funktion vom Wiener Gemeinderat auf weitere fünf Jahre in diesem Amt bestätigt.
Neben seiner beruflichen Tätigkeit, die er am 17. Juni 1970 beendete, war Ernst Lachs ständiger Mitarbeiter der Zeitschrift Arbeit und Wirtschaft des österreichischen Arbeiterkammertages. Hier war er für die Rubrik „Internationale Wirtschaft“ verantwortlich. Außerdem war er Mitherausgeber der Sammlung Das österreichische Sozialrecht.
Nach seinem Tod wurde Ernst Lachs am 16. Oktober 1980 im Urnenhain der Feuerhalle Simmering beigesetzt. Sein Grab zählt zu den ehrenhalber gewidmeten bzw. ehrenhalber in Obhut genommenen Grabstellen der Stadt Wien.

## Auszeichnungen
- Victor-Adler-Plakette
- Großes Goldenes Ehrenzeichen für Verdienste um die Republik Österreich (24. Dezember 1959)[4]
- Großes Goldenes Ehrenzeichen für Verdienste um das Land Wien